# کمان آتشفشانی آمریکای مرکزی

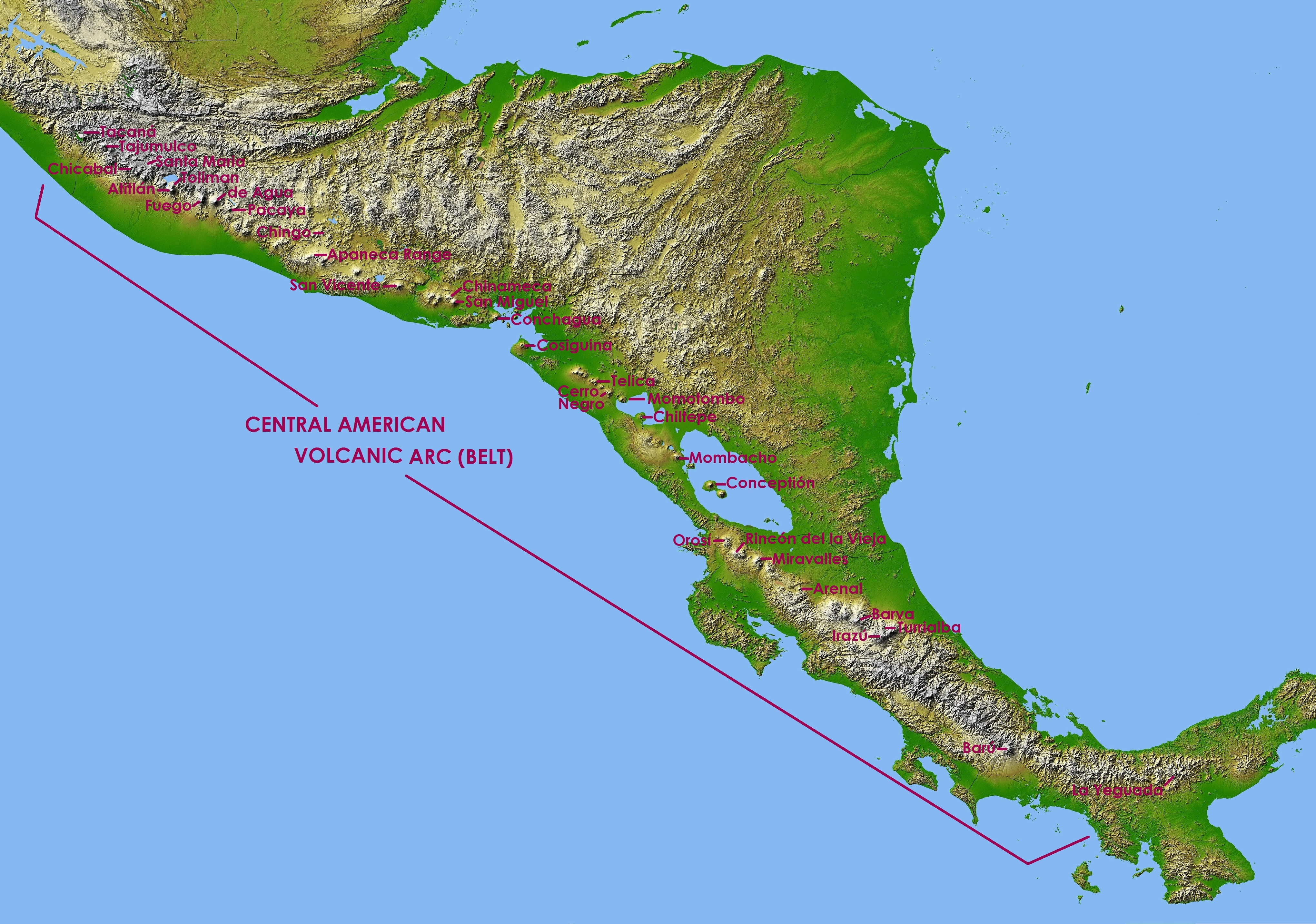
نقشه کمان آتشفشانی آمریکای مرکزی همراه با نمایش موقعیت چندین آتشفشان در مرز مکزیک و گواتمالا: آتشفشان تاکانا; در گواتمالا: Tajumulco، آتشفشان سانتا ماریا، Chicabal، آتشفشان تولیمان، آتشفشان آتیتلان، آتشفشان فوئگو، آتشفشان آگوا، پاکایا، آتشفشان چینگو; در السالوادور: Apaneca، آتشفشان سن ویسنته، آتشفشان سان میگل، آتشفشان چینامکا و آتشفشان کونچاگوا; در نیکاراگوئه: Cosiguina, آتشفشان تلیکا، سرو نگرو، موموتومبو، Chiltepe, مومباچو و آتشفشان کونسپسیون; در کاستاریکا: Orosí، Rincón de la Vieja، Miravalles، آتشفشان آرنال، Barva, Turrialba و Irazú; در پاناما: آتشفشان بارو و La Yeguada.

کمان آتشفشانی آمریکای مرکزی (انگلیسی: Central America Volcanic Arc) که اغلب به اختصار CAVA خوانده می‌شود، زنجیره‌ای از آتشفشان‌هایی است که به موازات ساحل آمریکای مرکزی در اقیانوس آرام، از گواتمالا، السالوادور، هندوراس، نیکاراگوئه، کاستاریکا تا شمال پاناما گسترده شده است. این کمان آتشفشانی با طول ۱۵۰۰ کیلومتر بر اثر یک منطقه فرورانشی فعال در امتداد مرز غربی صفحه کارائیب پدید آمده است.
کمان آتشفشانی آمریکای مرکزی دربرگیرنده صدها پدیده آتشفشانی مانند آتشفشان‌های چینه‌ای، گنبدهای گدازه و مخروط‌های خاکستر است. برخی از این عوارض بر اثر فوران‌های آتشفشانی بزرگ مانند فوران آتشفشان سانتا ماریا در سال ۱۹۰۲ که دارای نمایه شدت فوران آتشفشانی ۶ بود، پدید آمده‌اند. بلندترین آتشفشان‌های آمریکای مرکزی در گواتمالا یافت می‌شود که شامل آتشفشان تاخومولکو و آتشفشان تاکانا است و ارتفاع هر دو بالاتر از ۴۰۰۰ متر است. چندین آتشفشان آمریکای مرکزی در حال حاضر نیز فعال هستند؛ مانند آتشفشان آرنال در کاستاریکا، سرو نگرو، آتشفشان سان کریستوبال، آتشفشان کونسپسیون در نیکاراگوئه، آتشفشان سان میگل، آتشفشان سانتا آنا، آتشفشان ایزالکو در السالوادور، آتشفشان سانتا ماریا، پاکایا و آتشفشان فوئگو در گواتمالا.

## نگارخانه

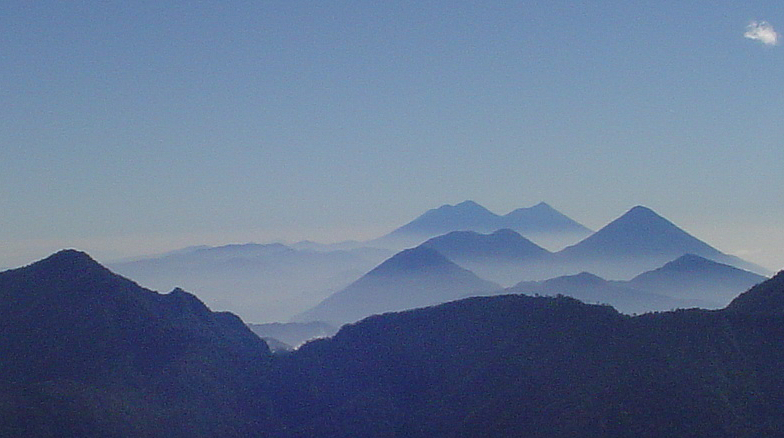